# Физиолог (книга)

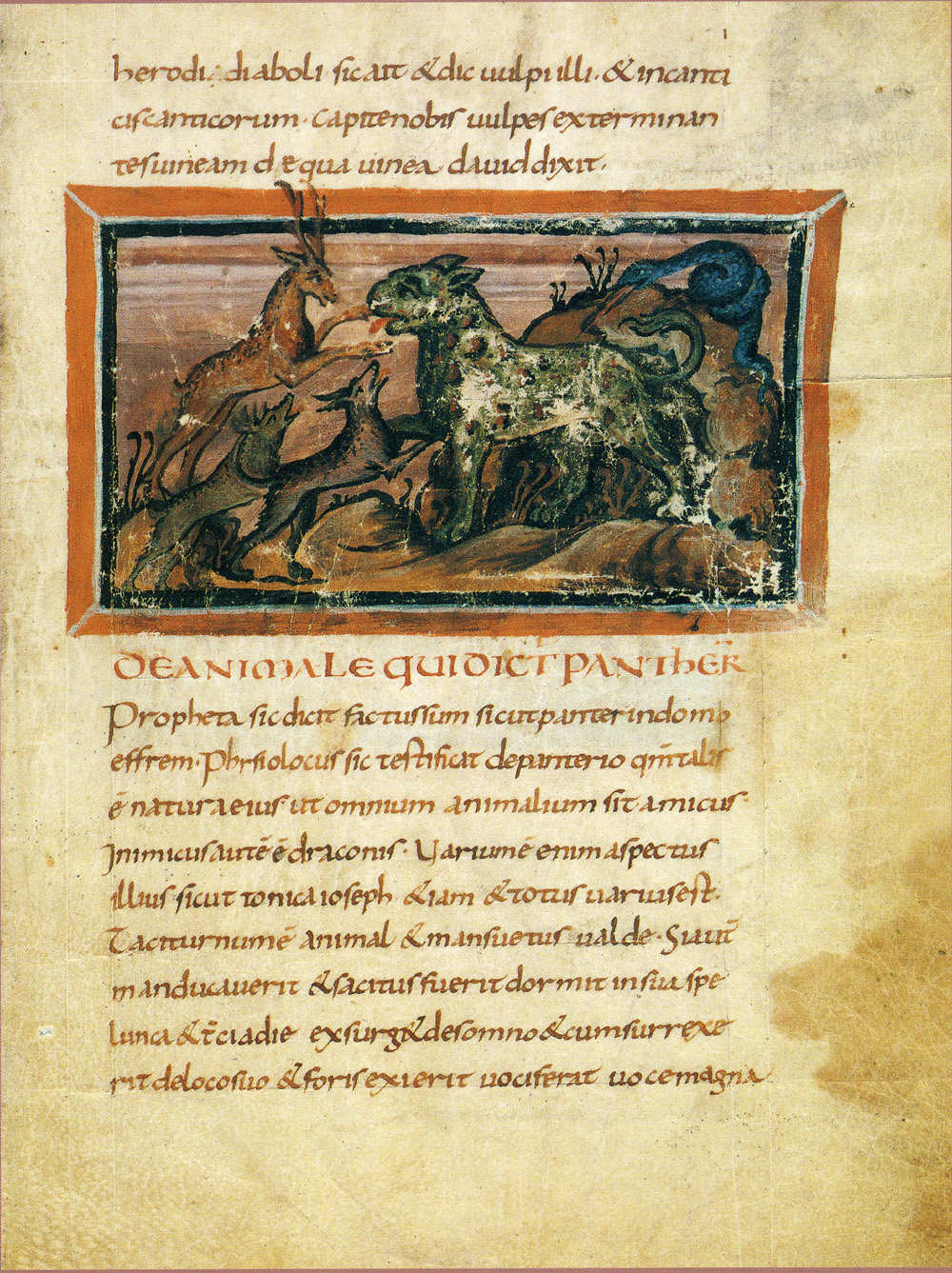
Страница «Бернского Физиолога» (IX век)

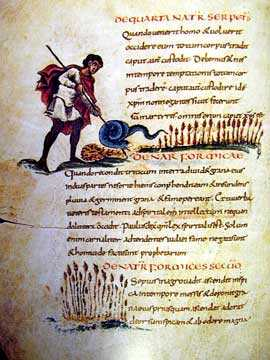
Страница «Бернского Физиолога» (IX век)

«Физиоло́г» (др.-греч. Φῠσιολόγος) — сборники статей и сведений о животных и каменьях, получившие начало во II или III веке, возможно, в Александрии.

## Античность
Это памятник коллективного творчества. В основе их лежат басни, принадлежащие классическим писателям, не без влияния восточных преданий. Такие сборники дошли до нас лишь в средневековых христианских редакциях, но существование античных образцов такого рода представляется несомненным. «Физиолог» состоит из отдельных небольших глав числом до 50, дающих описание животных и птиц, насекомых, минералов и т. д. и перечисление их особенностей и свойств, с символическими толкованиями (свойства зверей, напр., сопоставляются с христианскими добродетелями). В «Физиолог» попали такие животные, как феникс, сирены, кентавры, горгона, единорог; перечисление свойств остальных животных и особенно символические толкования переносят читателя в совершенно сказочный мир.

## Армения
Армянский перевод «Физиолога» (арм. Բարոյախօս) осуществлен в V веке представителями грекофильской школы. Наиболее ранние рукописи начала XIII века. Позднее с армянского перевода был сделан перевод на грузинский язык.

## Древняя Русь
«Физиолог» пользовался авторитетом в Русском царстве даже в XVII веке. Славянские переводы «Физиолога» сохранились только в русских списках. Язык древнейшей редакции указывает на болгарское происхождение перевода (до XIII века). Сказания «Физиолога» отразились на некоторых древнерусских статьях в разных сборниках, отчасти также в народно-поэтических произведениях; физиологическая символика проникла и в памятники искусства (напр. в иконографию).

## Западная Европа
На Западе Европы «Физиолог» пользовался большой популярностью; в XIII веке он был переведён с латинского на национальные языки Европы и вошёл в состав средневековых энциклопедий; символическая сторона его при этом ослабевает, сам «Физиолог» принимает форму естественно-научного труда («бестиария»).